# (11089) 1994 CS8
(11089) 1994 CS8 è un asteroide troiano di Giove del campo troiano. Scoperto nel 1994, presenta un'orbita caratterizzata da un semiasse maggiore pari a 5,171109 UA e da un'eccentricità di 0,021833, inclinata di 6,936437° rispetto all'eclittica. Ha un diametro di 37047 km, un periodo di rotazione di 7,72 ore e un'albedo di 0,074.